# Onesia kiyoshii
Onesia kiyoshii este o specie de muște din genul Onesia, familia Calliphoridae, descrisă de Hiromu Kurahashi și Afzal în anul 2002.
Este endemică în Pakistan. Conform Catalogue of Life specia Onesia kiyoshii nu are subspecii cunoscute.